# Hinzert

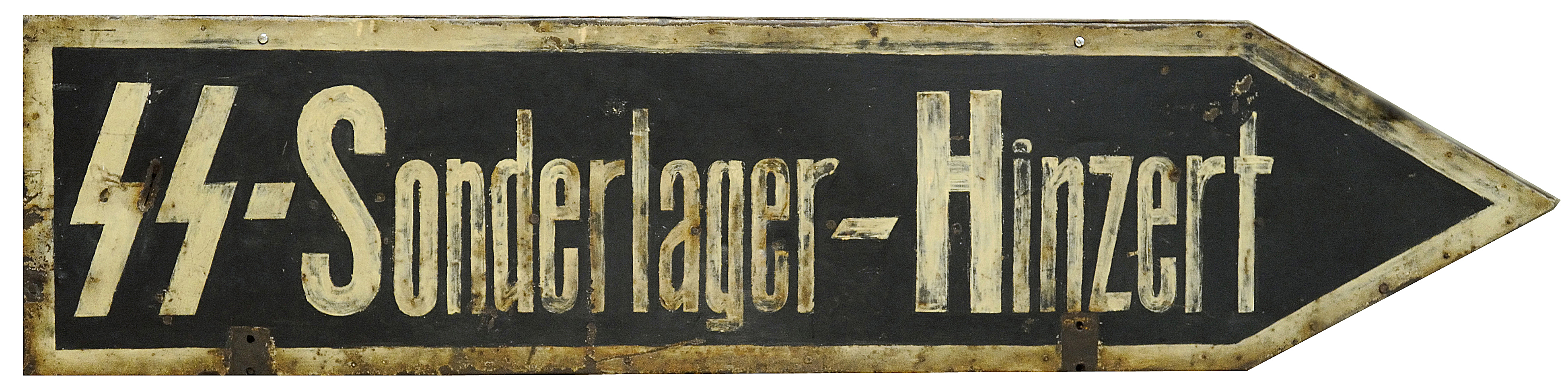

Hinzert (SS-Sonderlager Hinzert eller Konzentrationslager/KZ Hinzert) var ett nazityskt koncentrationsläger, beläget i närheten av Hinzert-Pölert i Rhenprovinsen. Hinzert var i bruk från 1939 till 1945.

## Fångar i urval
- Georg Buch, tysk politiker
- Jean Daligault, fransk katolsk präst och motståndsman
- Pierre Frieden, luxemburgsk politiker
- Robert Krieps, luxemburgsk politiker
- Lucien Wercollier, luxemburgsk skulptör

## Kommendanter
- Hermann Pister (1939–1941)
- Egon Zill (1941–1942)
- Paul Sporrenberg (1942–1945)

### Webbkällor
- ”Gedenkstätte SS-Sonderlager/KZ Hinzert” (på tyska). NS-Dokumentationszentrum Rheinland-Pfalz. Arkiverad från originalet den 4 januari 2013. https://www.webcitation.org/6DQihtFYZ?url=http://www.gedenkstaette-hinzert-rlp.de/. Läst 4 januari 2013.